# Lotta sulla spiaggia ai Giochi mondiali sulla spiaggia
La lotta sulla spiaggia  è stata inserita nel programma dei Giochi mondiali sulla spiaggia sin dall'edizione inaugurale che si è svolta nel 2019, comprendendo un torneo maschile in cui si gareggia nelle quattro categorie di peso dei 70 kg, 80 kg, 90 kg, e oltre i 90 kg, e un torneo femminile costituito dallo stesso numero di categorie di peso rappresentate dai 50 kg, 60 kg, 70 kg, e oltre i 70 kg. 

## Edizioni
| Giochi | Anno | Sede | Gare |
| ------ | ---- | ---- | ---- |
| I      | 2019 | Doha | 8    |

## Medagliere complessivo
| Posizione | Paese       | Oro | Argento | Bronzo | Totale |
| --------- | ----------- | --- | ------- | ------ | ------ |
| 1         | Georgia     | 2   | 1       | 1      | 4      |
| 2         | Nigeria     | 1   | 1       | 0      | 2      |
| 3         | Brasile     | 1   | 0       | 0      | 1      |
| 3         | Colombia    | 1   | 0       | 0      | 1      |
| 3         | Iran        | 1   | 0       | 0      | 1      |
| 3         | Italia      | 1   | 0       | 0      | 1      |
| 3         | Pakistan    | 1   | 0       | 0      | 1      |
| 8         | Azerbaigian | 0   | 2       | 0      | 2      |
| 8         | Turchia     | 0   | 2       | 0      | 2      |
| 10        | Ucraina     | 0   | 1       | 2      | 3      |
| 11        | Ungheria    | 0   | 1       | 0      | 1      |
| 12        | Romania     | 0   | 0       | 2      | 2      |
| 13        | Bulgaria    | 0   | 0       | 1      | 1      |
| 13        | Spagna      | 0   | 0       | 1      | 1      |
| 13        | Stati Uniti | 0   | 0       | 1      | 1      |
| Totale    | Totale      | 8   | 8       | 8      | 24     |